# Charlevoix Building
Le Charlevoix Building est un gratte-ciel de la ville de Détroit, dans l'État américain du Michigan. 
Construit en 1905, il s'agit de l'une des plus anciennes structures de la ville. Ses dimensions demeurent toutefois relativement modestes, le bâtiment s'élevant à 42,67 mètres, loin derrière nombre de ses homologues plus récents. Conçu à l'origine comme un hôtel de standing (Hotel Charlevoix), il est ensuite converti en résidence (Charlevoix Apartments) puis en bureaux avant d'être finalement désaffecté dans les années 1980. 
Bien que dépourvu de toute affectation de nos jours, il demeure un édifice caractéristique de l'architecture monumentale du début du XXe siècle, archétype du style Beaux-Arts. Haut de douze étages, il est l'œuvre de l'architecte William S. Joy et se situe dans le quartier de Foxtown, au 2033 Park Avenue.